# 24 لقطة
24 لقطة أو 24 إطاراً (بالفارسية: ۲۴ فریم) فيلم تجريبي إيراني أنتج 2017 من إخراج المخرج الإيراني عباس كياروستامي، وهو آخر فيلم روائي طويل له قبل وفاته في يوليو 2016. عرض بعد وفاته في قسم أحداث الذكرى السبعين في مهرجان كان السينمائي 2017.

## الإصدار
عرض فيلم (24 لقطة) لأول مرة في مهرجان كان السينمائي السبعين في 23 مايو 2017.  وفي الولايات المتحدة، بدأت جانوس فيلمز الإصدار المحدود للفيلم في 2 فبراير 2018 في جمعية السينما في مركز لينكولن.

## وصلات خارجية
- 24 لقطة على موقع IMDb (الإنجليزية)
- 24 لقطة على موقع ميتاكريتيك (الإنجليزية)
- 24 لقطة على موقع روتن توميتوز (الإنجليزية)
- 24 لقطة على موقع ألو سيني (الفرنسية)
- 24 لقطة على موقع أول موفي (الإنجليزية)
- 24 لقطة على موقع بوكس أوفيس موجو (الإنجليزية)
- 24 لقطة على موقع فيلمافينيتي (الإسبانية)
- 24 لقطة على موقع قاعدة بيانات الفيلم (الإنجليزية)
- 24 لقطة على موقع ليتربوكسد (الإنجليزية)
- 24 لقطة على موقع كينوبويسك (الروسية)

- 24 لقطة على قاعدة بيانات الأفلام على الإنترنت
- 24 لقطة على موقع الطماطم الفاسدة
- 24 لقطة على موقع أول موفي.